# Rögnitz
Rögnitz es un municipio situado en el distrito de Mecklemburgo Noroccidental, en el estado federado de Mecklemburgo-Pomerania Occidental (Alemania), a una altitud de 51 metros. 
Su población a finales de 2016 era de 198 habs. y su densidad poblacional, 17 hab/km².